# برناردو کروز
برناردو کروز (انگلیسی: Bernardo Cruz؛ زادهٔ ۱۷ ژوئیهٔ ۱۹۹۳) بازیکن فوتبال اهل اسپانیا است.
از باشگاه‌هایی که در آن بازی کرده‌است می‌توان به باشگاه فوتبال کوردوبا و باشگاه فوتبال راسینگ سانتاندر اشاره کرد.